# 3-Ethyl-3-pentanol
3-Ethyl-3-pentanol ist eine chemische Verbindung aus der Gruppe der Alkanole.

## Herstellung
Die Verbindung kann durch eine mehrstufige Reaktion von Ethylmagnesiumbromid mit Diethylcarbonat und anschließende Reaktion mit Wasser oder durch Reaktion von Ethylmagnesiumbromid mit 3-Pentanon synthetisiert werden. Auch die Synthese durch Reaktion von Diethylcarbonat mit Ethylpropionat ist möglich.

## Eigenschaften
3-Ethyl-3-pentanol ist eine klare, farblose bis hellgelbe Flüssigkeit, die wenig löslich in Wasser ist.

## Verwendung
3-Ethyl-3-pentanol kann zur Synthese anderer chemischer Verbindungen (wie zum Beispiel 3-Ethylpentan) verwendet werden.